# حبیب نقاش
حبیب نقاش (زادهٔ ۱۳۱۱ – درگذشتهٔ ۱۳۹۹) نقاش ایرانی بود.

## زندگی
حبیب نقاش متولد ۱۳۱۱ در شهرستان دزفول و مسن‌ترین نقاش منطقه و چهره ماندگار این شهرستان بود. او تنها بازمانده از نقاشان سنتی نقاشی قهوه‌خانه‌ای و عاشورایی و نیز نقاشی پشت شیشه در کشور محسوب می‌شد و این هنر ارزشمند را از پدر و پدربزرگانش آموخته بود.
حبیب نقاش بیش از ۴۰ اثر نقاشی در موضوعات مختلف از جمله تلفیق واقعه عاشورا و دفاع مقدس خلق کرده و از نکات مهم هنر او این بود که این هنرمند خود، رنگ‌های موردنیاز نقاشی‌هایش را تولید می‌کرد. نام خانوادگی حبیب نقاش از هنر خانوادگی‌اش که همان نقاشی است گرفته شده بود، خانواده‌ای که طی چندین نسل هنرمندان زیادی را برای حفظ هنر نقاشی قهوه‌خانه‌ای تربیت کرده‌است. بیش از ۴۰ اثر نقاشی استاد به سبک قهوه‌خانه‌ای پشت شیشه‌ای و ۴۰ اثر مینیاتوری استاد نقاش باعث شد تا او به عنوان چهره ماندگار دزفول در سال ۱۳۹۲ معرفی شود.او از هنرمندانی بود که برای نقاشی تاج‌محل به هندوستان دعوت شد. فرهنگستان هنر در سال ۱۳۸۶ در همایش گنجینه‌های از یادرفته هنر ایران، از این هنرمند که قریب هفتاد سال مأنوس رنگ و نقش بود، تجلیل کرد.استاد حبیب نقاش در سال ۱۳۸۸ شمسی به عنوان چهره ماندگار از طرف فرهنگستان هنر جهموری اسلامی به جامعه هنری کشور به عنوان هنرمند نگارگر سنتی و نقاشی پشت شیشه معرفی شد.

## درگذشت
حبیب نقاش، تنها بازمانده هنر نقاشی قهوه‌خانه‌ای و چهره ماندگار دزفول، در سن ۸۸ سالی درگذشت.